# Lay Up Under Me
"Lay Up Under Me" là một bài hát của nữ ca sĩ Beyoncé cho phiên bản cao cấp của album phòng thu thứ tư của cô, 4 (2011). Đây là bản cover của cô cho bài hát cùng tên của Sean Garrett. "Lay Up Under Me" có được chinh sửa lại bởi Beyoncé, được sản xuất bởi Knowles và Taylor. Phiên bản cao cấp của 4 đã được phát hành trên iTunes Store vào 2 tháng 1 năm 2012. Nó bao gồm hai bài hát khác, "Schoolin' Life" và "Dance for You", và ba bản phối lại cho đĩa đơn trước đó là "Run the World (Girls)" (2011).

## Xếp hạng
Vào tuần lễ ngày 30 tháng 7 năm 2011, "Lay Up Under Me" mở đầu tại vị trí số 1 trên South Korean International Singles Chart, bán được 106,671 lượt tải. Nó trở thành bài hát bán chạy thứ 37 tại Hàn Quốc vào năm 2011, với 386,920 lượt tải.